# Gunsakot
Gunsakot – gaun wikas samiti w środkowej części Nepalu  w strefie Bagmati w dystrykcie Sindhupalchowk. Według nepalskiego spisu powszechnego z 2001 roku liczył on 417 gospodarstw domowych i 1858 mieszkańców (884 kobiet i 974 mężczyzn).